# Манастир Дионисијат
Манастир светог Дионисија или Дионисијат (грч. Μονη Διονυσιου) - је један од светогорских манастира, који је у хијерархији Свете горе на 5-том месту по значају. Налази се на југозападној страни Атосског полуострва. Основао га је преподобни Свети Дионисије Светогорски у XIV веку по ком је манастир и добио име.
Дионисије је уз посредовање свога брата Теодосија, у то време трапезундског митрополита, средства за изградњу добио је од цара Алексија Комнина III.
Манастирска црква је посвећена рођењу Светог Јована Крститеља и саграђена је у периоду од 1537. до 1547. године.
Манастир има 14 параклиса и то осам унутра и шест изван зидова. Најважнија је црквица посвећена Богородици, настала када и главни храм, чији хе саставни део. У њему се чува веома стара икона Богородице рађена у воску, позната као Акатистна, а по предању носио ју је патријарх Сергије 626. године у литији око Византа за време аварске опсаде.
Данас у манастиру живи око 50 монаха.
Библиотека манастира поседује десетак хиљада штампаних књига, такође садржи 804 рукописа и више од 4.000 штампаних књига. Најстарији рукопис датира из IX века Дионисијев светогорски кодекс. Сем рукописа манастир у својој ризници има већи број драгоцености од великог историјског значаја, као што је хрисовуља Алексија III, крст Јелене Палеолог, представа Распећа у рељефу...
Манастир се од 1988. године, заједно са осталих деветнаест светогорских манастира, налази на УНЕСКО-вој листи светске баштине у склопу споменика средњег века обједињених под заштићеном целином Планина Атос.

## Галерија
- Дионисијат, поглед с мора
- Дионисијат
- Дионисијат, манускрипт XIII век